# شبكة ميكانيكية
الشبكة الميكانيكية (بالإنجليزية: Mechanical network)‏ هي تخطيط رمزي للعناصر الميكانيكية مع مخططات الدوائر الكهربية. وتشمل هذه العناصر الأجسام الجاسئة والنوابض أو الزنبركات وعلب السرعات والمشغلات.

## رموز الشبكة

بعض الرموز المستخدمة في الشبكة الميكانيكية

الرموز من اليسار إلى اليمين: عنصر جساءة (زنبرك على سبيل المثال)، كتلة (جسم جاسئ)، مقاومة ميكانيكية (مخمد على سبيل المثال)، مصدر قوة، مصدر سرعة. وتعمد رموز المولدات على نوع التمثيل الكهربي-الميكانيكي المستخدم.